# Surrey
Surrey je hrabství rozkládající se v jihovýchodní Anglii. Sousedí s hrabstvími Sussex, Kent, Hampshire, Berkshire a regionem Velký Londýn. Patří do spolku tzv. Home Counties (Domovská hrabství), což jsou hrabství, která leží okolo Londýna.

## Geografie
V Surrey je hodně přírodních lesů. Převládají listnaté, což naznačuje i logo tamní rady, na kterém jsou dva zkřížené listy dubu. Surrey nabízí mnoho aktivit pro volný čas, mj. je zde mnoho míst, kde se chovají koně. Krajem protéká řeka Temže.

## Historie
Prvními osadníky Surrey byly pravděpodobně Atrebatové, což jsou Galové obývající tehdejší území Belgie. Později patřilo Římanům, a ležela v provincii Britannia Prima.
Po odchodu Římanů začaly přibližně okolo roku 480 na území dnešního Surrey pronikat od jihu Sasové a od východu Jutové, kteří se zde usadili a založili zde vazalské království podřízené pravděpodobně Středním Sasům. Název hrabství je saský a představuje zkomoleninu slova Suuð-ye znamenající „jižní okraj“ či spíše „jižní správní jednotka“, odvozené od jeho polohy na jižním břehu Temže. Surrey bylo tehdy řídce osídlené a téměř celé zalesněné.
Roku 661 se Surrey dostalo pod kontrolu Mercie. Roku 675 Surrey jako poslední část Anglie přijalo křesťanství, když byl pokřtěn jeho vazalský král Frithuwold se svými syny. V této době se region označoval jako Sudergeona neboli „jižní oblast“. Roku 685 Surrey vypovědělo poslušnost Mercii a poddalo se Wessexu. Roku 771 se Surrey dostalo pod kontrolu Offy z Mercie a zůstalo podřízeno Mercii do roku 823, kdy se opět dostalo pod kontrolu Wessexu. Roku 860 pak bylo Wessexem anektováno a stalo se jedním z jeho hrabství. Jako součást Wessexu se později stalo součástí sjednocené Anglie.
Roku 1965 se severní části Surrey staly součástí Velkého Londýna. Dnes tyto části tvoří londýnské obvody Croydon, Kingston, Merton, Sutton a částečně i Richmond. Současně byla naopak k Surrey připojena část tehdy zrušeného hrabství Middlesex.
Žil zde ruský miliardář Boris Berezovskij, který zde roku 2013 zemřel.

## Symboly hrabství

### Vlajka
Vlajka hrabství je žluto-modře šachovaný list o poměru stran 3:5, rozdělený na deset svislých a šest vodorovných, střídavě žluto-modře šachovaných pruhů.
Vlajka je odvozena z rodového znaku prvního hraběte ze Surrey, Williama de Warenne.

Erb rodiny Warrenů

V létě 2014 se místopředseda Sdružení
britských hrabství Rupert Barnes obrátil na řadu místních orgánů a organizací s návrhem, aby dne 23. července podpořily, na Den historických vlajek hrabství, vztyčením této vlajky poprvé návrh vlajky nemetropolitního hrabství Surrey. Výzvě vyhověla řada místních rad a po podpoře i dalších orgánů a společenských organizaci v Richmondu a
dalších místech hrabství se obrátil místní občan Danny Clarke na Flag Institute s návrhem na její úřední registraci na základě místní tradice a zřejmé podpory místního obyvatelstva.
14. září 2014 byla vlajka zapsána do vlajkového registru vedeného
Vlajkovým institutem (Flag Institute).

## Administrativní členění
Hrabství se dělí na 11 distriktů:
1. Spelthorne
2. Runnymede
3. Surrey Heath
4. Woking
5. Elmbridge
6. Guildford
7. Waverley
8. Mole Valley
9. Epsom and Ewell
10. Reigate and Banstead
11. Tandridge

## Hospodářství
Níže je tabulka uvádějící strukturu hospodářství v Surrey. Hodnoty jsou v milionech liber šterlinků.
| Rok  | Přidané hodnoty | Zemědělství | Průmysl | Služby |
| ---- | --------------- | ----------- | ------- | ------ |
| 1995 | 12,177          | 116         | 2,414   | 9,647  |
| 2000 | 19,811          | 103         | 3,288   | 16,420 |
| 2003 | 22,790          | 998         | 3,394   | 19,297 |

## Vzdělání
Za zmínku určitě stojí Univerzita v Surrey, která je ve městě Guildford, či vysoká škola Royal Holloway patřící pod Univerzitu v Londýně.